# Ralf Heym
Ralf Heym (* 19. November 1958) ist ein ehemaliger deutscher Fußballspieler von Bayer 05 Uerdingen.

## Leben
Der junge Nachwuchsstürmer aus der Uerdinger Jugend bekam unter Trainer Siegfried Melzig die Chance auf seinen ersten Profieinsatz in der Zweitligasaison 1977/78. Sein Debüt gab Ralf Heym am 13. Spieltag beim 3:2-Sieg gegen Rot-Weiß Lüdenscheid, als er für Werner Greth eingewechselt wurde. Mit der Mannschaft um Friedhelm Funkel und den schwedischen Nationalspieler Jan Mattsson belegte er in dieser Spielzeit den siebten Rang und kam dabei auf fünf Einsätze. Unter Neutrainer Horst Buhtz fand Heym ab 1978 zunächst keine Berücksichtigung mehr im Profikader. Erst nach dem Aufstieg in die Bundesliga kam auch er wieder zu Einsätzen. Von 1979 bis 1981 erzielte er in 24 Spielen ein Tor. 1981 wechselte Ralf Heym zum aus der 2. Liga abgestiegenen 1. FC Bocholt in die Oberliga Nordrhein. 1982 folgte der Wechsel zum Oberligakonkurrenten und Stadtrivalen Olympia Bocholt. Ein Jahr später wanderte Heym auch von dort weiter und schloss sich dem 1. FC Viersen an. In der Saison 1985/86 stürmte er neben Lothar Steinhauer für den Oberligisten Wuppertaler SV.
Im DFB-Pokal erreichte Ralf Heym 1979/80 und 1980/81 mit Bayer 05 Uerdingen sowie 1981/82 mit dem 1. FC Bocholt jeweils das Achtelfinale. Mit dem Wuppertaler SV schied er 1985 in der ersten Runde aus. In insgesamt neun DFB-Pokaleinsätzen erzielte er zwei Tore.